# Deutscher Wirtschaftsfilmpreis
Der Deutsche Wirtschaftsfilmpreis dient der Förderung deutscher Filme, die sich mit Themen der modernen Industrie- und Dienstleistungsgesellschaft in Deutschland beschäftigen. Er wird seit 1968 jährlich vom Bundesministerium für Wirtschaft und Technologie verliehen, bis 1980 unter dem Namen Deutscher Industriefilmpreis.

## Geschichte
Mit der Ausschreibung des ersten Wirtschaftsfilmpreises im Jahr 1967 wollte Bundesminister Karl Schiller der Bevölkerung die ökonomischen Prozesse des Landes näher bringen und komplexe Zusammenhänge der Wirtschaft verständlich erklären. Da bis Mitte des 20. Jahrhunderts in der Regel nur große Unternehmen Geld für eigene Filme aufbringen konnten, bestimmten sie auch, was gezeigt wurde. So zählten zu den Preisträgern der ersten Jahre zum Beispiel der Chemiekonzern Agfa-Gevaert, die Stahlwerke Südwestfalen, die Farbwerke Hoechst, die Medizinisch-Pharmazeutische Studiengesellschaft, BMW und Bayer. Die Interessen der Wirtschaft wurden nicht hinterfragt, sondern erklärend dargestellt und beworben. Journalistisch-distanzierte Filme waren nicht vertreten.
Die positive Konnotierung der Industrie mit dem Aufschwung nach dem Krieg wurde später um eine differenziertere Sichtweise mit Fokus auf negative Aspekte wie Umweltverschmutzung, Ungerechtigkeit, Ausbeutung oder Betrug ergänzt. Während 1993 mit Forscher und Entdecker sogar eine Eigenproduktion des Wirtschaftsministeriums prämiert wurde, gewannen zunehmend Filme, die das Phänomen Wirtschaft kritisch untersuchen, wie Der Milliardencoup des Dr. Schneider (2001) von Gert Monheim, in dem es um einen Unternehmer geht, der Banken bei Baukrediten betrog. Selbst eine Tatort-Folge mit Wirtschaftsthema, Beiträge für Kinder und Jugendliche und technisch innovative Formate werden heute ausgezeichnet.
Seit 2008 ist der Preis Bestandteil der Initiative Kultur- und Kreativwirtschaft der Bundesregierung. Die aus Wirtschafts- und Kulturvertretern bestehende 15-köpfige Jury, deren Mitglieder mehrheitlich nicht dem öffentlichen Dienst angehören dürfen, wird vom Ministerium berufen. Den Preis erhalten die Gestalter, Hersteller und Auftraggeber des Films gemeinschaftlich. Vergeben werden je eine Urkunde für die ersten drei Plätze einer Kategorie und zusätzlich eine Trophäe für die ersten Plätze. Die Höhe aller Geldpreise für die Kategorie „New Talents“ beträgt insgesamt 40.000 €.

## Kategorien

### I. Wirtschaftsfilme (Beiträge über die Wirtschaft)
Die filmische Darstellung befasst sich mit wirtschaftlichen Zusammenhängen und Entwicklungen in der sozialen Marktwirtschaft, insbesondere in den Bereichen Informationsgesellschaft, Innovation, Transformation, Arbeitswelt, digitale Ökonomie, Umwelt, Klima- und Verbraucherschutz. Diese Kategorie kann auch Themen der wirtschaftlichen Entwicklung in Europa und der weltweiten Globalisierung umfassen. Eingereicht werden können alle Formate, auch jegliche Bewegtfilme im Netz.

### II. Imagefilme (Beiträge aus der Wirtschaft)
Diese Filme können Auftragsfilme sein, die zum Beispiel für die öffentliche Darstellung der Auftraggeber angefertigt wurden. Die filmische Darstellung soll sich mit Unternehmen oder Institutionen, Städten oder Regionen und deren Rolle im Wirtschaftsgefüge auseinandersetzen. Reine Produktwerbefilme und Werbespots sind von der Teilnahme am Wettbewerb ausgeschlossen.

### III. New Talents (Filmnachwuchs)
Gesucht werden originelle und experimentierfreudige Filme der ersten beiden Kategorien, die von Studenten oder Berufsanfängern hergestellt worden sind. Die Filmemacher sollten in der Regel nicht länger als drei Jahre nach Ausbildungsabschluss tätig gewesen sein.